# Сосето (Бреша)
Сосето је насеље у Италији у округу Бреша, региону Ломбардија.
Према процени из 2011. у насељу је живело 327 становника. Насеље се налази на надморској висини од 251 м.